# Lockhartia genegeorgei
Lockhartia genegeorgei är en orkidéart som beskrevs av David Edward Bennett och Eric Alston Christenson. Lockhartia genegeorgei ingår i släktet Lockhartia och familjen orkidéer.
Artens utbredningsområde är Peru. Inga underarter finns listade i Catalogue of Life.